# 第一商業銀行
第一商業銀行，簡稱「第一銀行」或「一銀」，是一間總部設於臺灣臺北市的一所大型商業銀行，為臺灣第一家民營銀行與第二家本土銀行，三商銀之一，由日治時期南部仕紳創立，由1899年成立的臺灣貯蓄銀行歷經多番改制而成，現為隸屬於第一金融控股旗下100%持股的主要子公司，為台灣「八大行庫」之一。
第一商業銀行在台灣設有182家分行；另有31家國外分支行、3家辦事處、1家子銀行(8家子分行及1家放款辦事處)。

## 沿革

### 臺灣貯蓄銀行、臺灣商工銀行時期

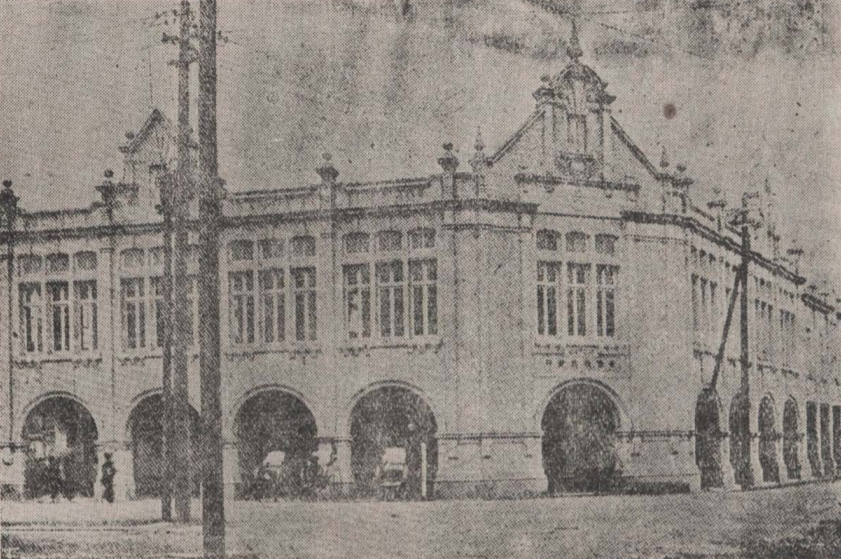
位於台北市的台灣商工銀行本店

- 1899年11月12日，臺灣貯蓄銀行開業，本店設於臺北城內文武街。
- 1910年8月12日，臺灣商工銀行開業，以開發臺灣南部產業為主要目的，創始人之一蘇雲英為前行政院院長蘇貞昌之祖父，本店設於阿緱廳港西中里阿緱街（今臺灣省屏東縣屏東市）。
- 1912年，臺灣商工銀行本店遷至臺北撫臺街一丁目，同時合併臺灣貯蓄銀行。
- 1923年，臺灣商工銀行合併嘉義銀行、新高銀行，營業區遍及臺灣西部各地。
- 1945年10月25日，國民政府接收臺灣，將臺灣商工銀行收歸臺灣省政府持股。

### 臺灣工商銀行時期
- 1947年臺灣商工銀行改組更名為「臺灣工商銀行」。

### 臺灣第一商業銀時期

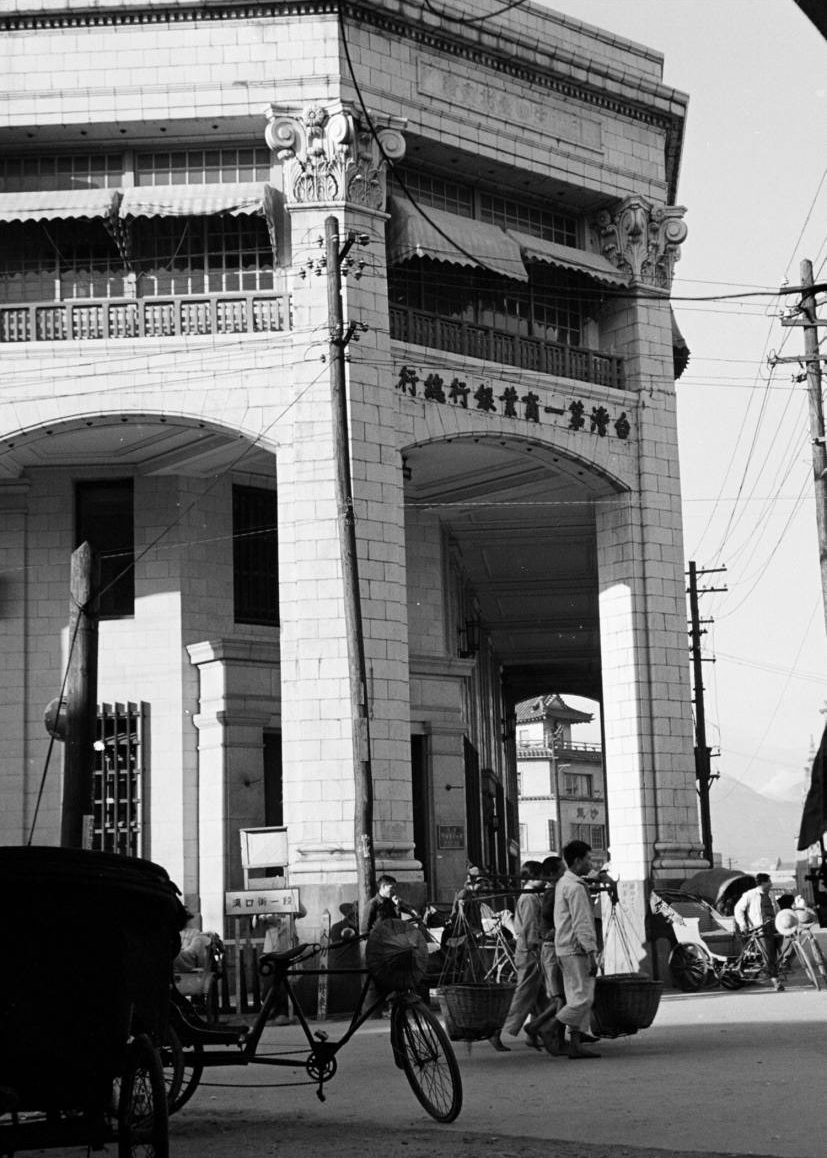
臺灣第一商業銀行總行（已拆除）

- 1949年3月1日臺灣工商銀行再更名為「臺灣第一商業銀行」。

### 第一商業銀行時期
- 加強業務國際化之經營策略，1976年再更名為「第一商業銀行」。
- 1977年1月，設立關島分行，為第一商銀銀行第一家海外分行，亦是當地唯一的台資銀行。同年亦設立新加坡分行。
- 1981年，第一商業銀行於臺北市重慶南路一段興建總行大樓，由建築師郭茂林設計，為當時臺灣第一高樓。
- 1984年，設立英國倫敦分行，是國銀最早於倫敦設立之分行。
- 1990年，設立美國紐約分行及洛杉磯分行。
- 1991年，設立香港辦事處成立, 並於1994年升格為分行。
- 1994年，設立日本東京分行。
- 1995年，設立泰國曼谷代表辦事處。
- 1997年5月20日，美國子行美國第一銀行成立。
- 1998年1月22日，由公營體制轉型為民營銀行。同年億設立金邊分行（目前該分行下轄九家支行）、仰光代表辦事處（2003年保留執照，並於2013年3月重新開業）及印尼雅加達辦事處（後曾一度裁撤，復於2019年9月重新設立）。
- 2002年，設立加拿大溫哥華分行。
- 2003年1月2日「第一金融控股股份有限公司」成立，第一商業銀行隨即加入成為其子公司。同年3月，設立越南胡志明市分行。
- 2007年，設立加拿大多倫多分行。
- 2009年，設立澳洲布里斯本分行。
- 2010年，設立澳門分行及上海分行。
- 2011年，設立越南河內市分行。
- 2014年，設立成都分行。
- 2015年，設立廈門分行及寮國永珍分行。
- 2016年，設立菲律賓馬尼拉分行。
- 2018年2月13日，建立LINE官方帳號，並推出免費貼圖，打造「小粉獅」作為一銀數位金融品牌的角色IP。
- 2019年4月15日，數位帳戶品牌「iLEO」正式上線。
- 2021年，設立美國休士頓分行。
- 2023年，設立德國法蘭克福分行。

## 標誌

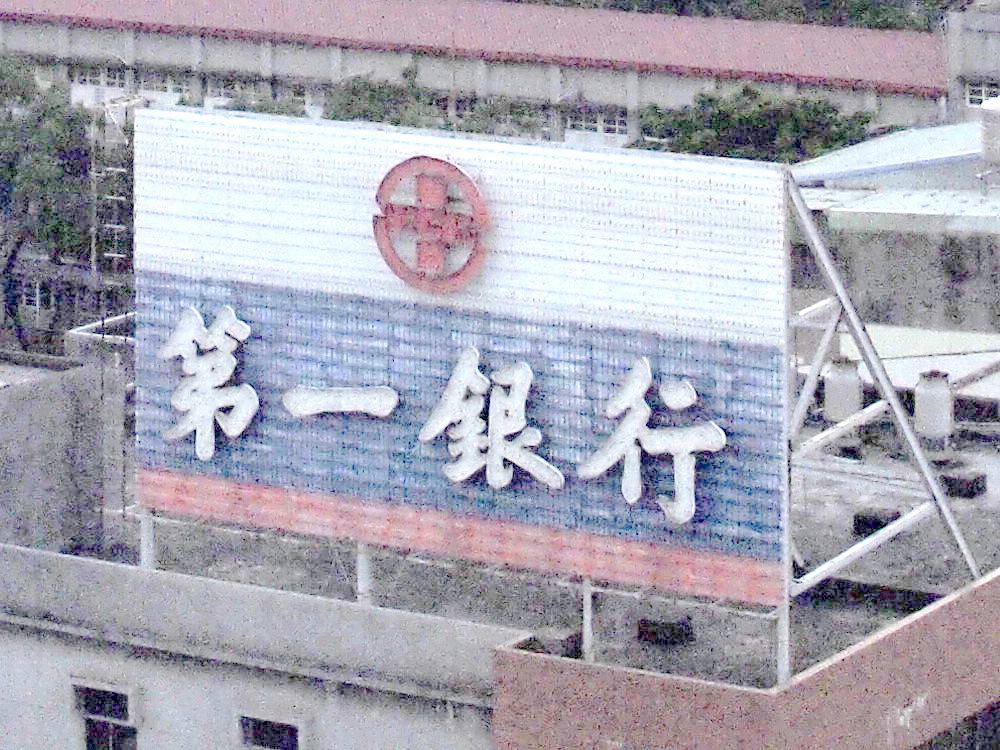
早期廣告牌
第一銀行1982年版標誌
第一銀行2000年代版標誌
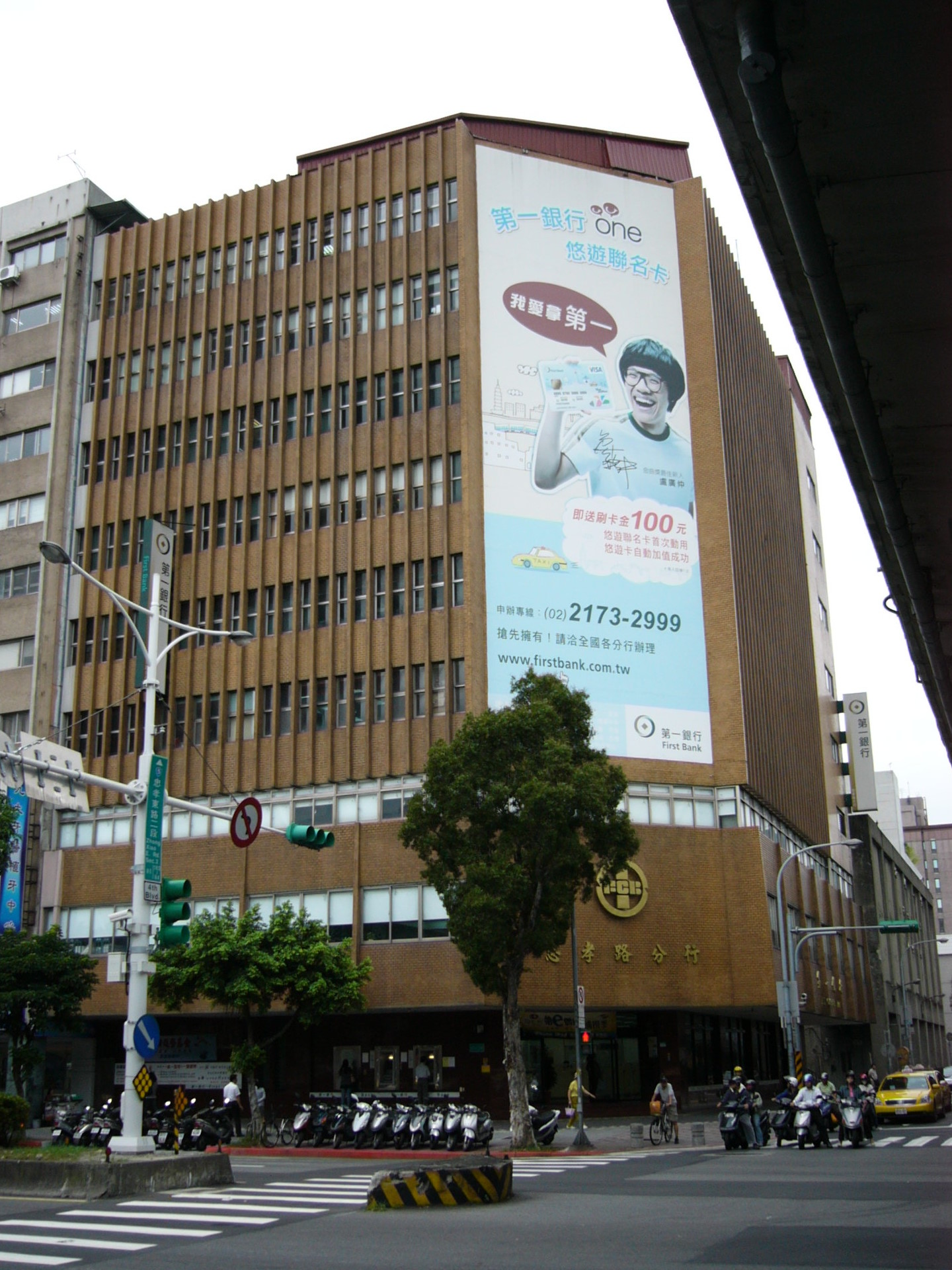
第一銀行忠孝路分行於2010年仍然懸掛1982年版標誌，已經於2013年拆除。
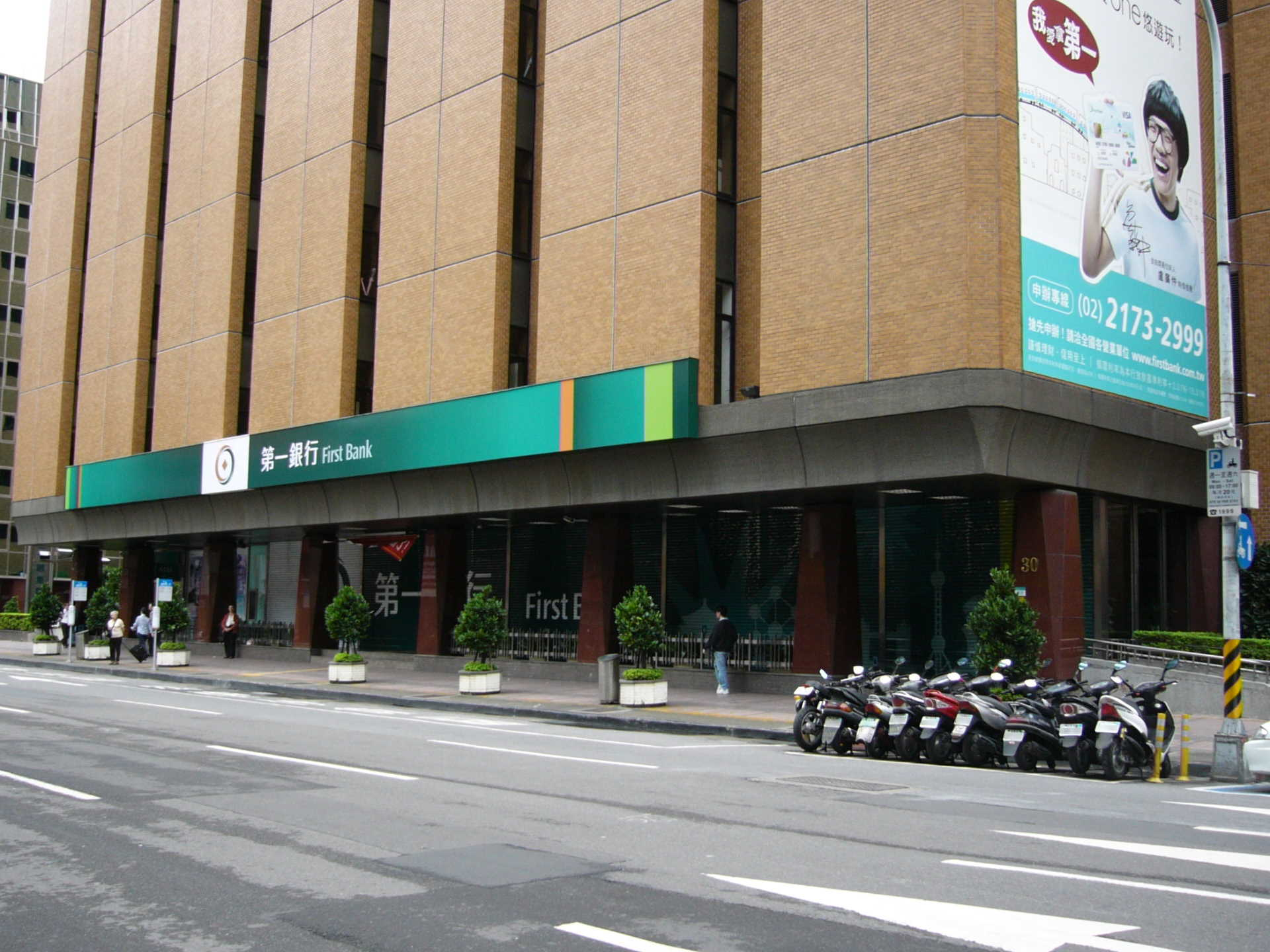
第一銀行總行位於臺北市中正區重慶南路一段的2010年版企業識別系統

## 組織

### 共計24處3室6中心[1]
- 股東會
  - 監察人會
  - 董事會
    - 總稽核
      - 稽核處

    - 風險管理委員會
    - 問責委員會
    - 公司治理主管

  - 董事長
    - 總經理
      - 經營決策委員會
      - 授信審議委員會
      - 資產負債管理委員會
      - 人事評議委員會
      - 勞資會議委員會
      - 信託財產評議委員會
      - 永續發展委員會
      - 綠色金融委員會
      - 防制洗錢及打擊資恐委員會
      - 資訊發展委員會
      - 公平待客原則推動委員會
      - 總經理室
      - 經營管理處
      - 總機構法令遵循主管
        - 《法令遵循事務》
          - 法令遵循處

      - 副總經理
        - 《法人金融事業群》
          - 法人金融業務處
          - 營運業務處

        - 《國際業務事業群》
          - 外匯營運處
          - 海外業務處

        - 《金融市場事業群》
          - 財務處
          - 金融市場業務處

        - 《個人金融事業群》
          - 消費金融業務處
          - 信用卡處
          - 信託處
          - 保險代理人處
          - 理財業務處

        - 《風控管理中心》
          - 授信審核處
          - 風險管理處
          - 徵信處
          - 債權管理處

        - 《資訊管理中心》
          - 資訊處
          - 數位安全處
          - 數位銀行處

        - 《行政管理中心》
          - 會計處
          - 人力資源處
          - 總務處
          - 公關室
          - 法務室

        - 
          - 區域中心
            - 國內外分支機構

      - 資訊安全長

## 外部連結
- 第一銀行 （页面存档备份，存于）（繁體中文）
- 第一金控 （页面存档备份，存于）（繁體中文）
- 第一金人壽（繁體中文）